# 22. фебруар
22. фебруар је педесет трећи дан у години у Грегоријанском календару. 312 дана (313 у преступним годинама) остаје у години после овог дана.

## Догађаји
- 1784 — Из њујоршке луке испловио први амерички трговачки брод за Кину, "Кинеска царица". У Кину стигао 28. августа.
- 1819 — САД преузеле Флориду од Шпаније, према споразуму који су потписали државни секретар САД Џон Квинси Адамс и шпански министар Дон Луис де Онис.
- 1828 — Миром у Туркманчаију поражена Персија Русији уступила део Јерменије, укључујући главни град Јереван.
- 1848 — У Паризу избила револуција изазвана привредном кризом. Под притиском устаника краљ Луј Филип абдицирао, а 24. фебруара проглашена Друга република која је опстала до децембра 1852, када се Шарл Луј Наполеон прогласио за цара као Наполеон III.
- 1862 — Током Америчког грађанског рата Џеферсон Дејвис проглашен за председника Конфедерације Држава Америке.
- 1882 — Кнез Милан Обреновић Србију прогласио за краљевину, а себе за краља. Кнез постао 1868. после убиства његовог рођака, кнеза Михаила, а власт преузео од намесника 1872, с пунолетством.
- 1913 — У војној побуни у Мексику убијени мексички револуционар и председник Франциско Мадеро и потпредседник Пино Суарес.
- 1966 — Премијер Уганде Милтон Оботе преузео сву власт у земљи и наредио хапшење пет министара.
- 1967 — Нападом на северновијетнамске трупе северно од Сајгона америчке и јужновијетнамске снаге почеле највећу заједничку операцију у Вијетнамском рату.
- 1979 — Карипско острво Санта Лусија стекло, после 165 година британске управе, пуну независност и постало 40. члан Комонвелта.
- 1980 — Израелска влада пустила у оптицај нову националну валуту шекел, који је заменио израелску фунту.
- 1991 — Скупштина Општине Пакрац донела одлуку о укључивању Општине Пакрац у састав САО Крајине.
- 1993 — Савет безбедности Уједињених нација једногласно усвојио резолуцију о покретању поступка за оснивање Међународног суда за кривично гоњење одговорних за озбиљна кршења међународног хуманитарног права извршена на територији СФРЈ.
- 1997 — Шкотски научници у Розлину су објавили да је одрасла овца названа Доли успешно клонирана.
- 1997 — У свом билтену "Члирими", једна од оружаних групација косовских Албанаца "Национални покрет за ослобођење Косова" позвао косовске Албанце на оружани народни устанак као једини пут који гарантује слободу и победу над српским окупатором.
- 2001 — Међународни суд за ратне злочине у Хагу осудио Драгољуба Кунарца, Радомира Ковача и Зорана Вуковића на 28, 20 и 12 година затвора због силовања и поробљавања муслиманских жена и девојчица у Фочи од јуна 1992. до фебруара 1993.
- 2002 — У сукобу с Владиним снагама убијен Џонас Савимби, лидер анголског покрета УНИТА, који се више од 30 година бори за власт у Анголи.
- 2004 — Британац Ричард Меј, председник Судског већа Хашког трибунала у процесу против бившег југословенског председника Слободана Милошевића, поднео оставку из здравствених разлога. Преминуо неколико месеци касније, 1. јула.
- 2006 —
  - Јапанска свемирска агенција лансирала у орбиту сателит који ће мапирати небо користећи филтере са инфрацрвеним таласним дужинама.
  - У пљачки банке у великој Британији однесено најмање 25 милиона фунти, а могуће да ће се износ попети и до 40 милиона фунти.
  - Џамија Ал Аскари у ирачком граду Самари делимично оштећена у експлозији подметнуте бомбе.
- 2014 — У Кијеву извршен државни удар и прекршен споразум потписан дан раније између власти и опозиције након упада неколико десетина екстремних десничара у Врховну Раду приликом повлачења полиције, што је довело до свргавања са власти регуларно изабраног председника Виктора Јануковича и постављање на то место новоизабраног председника скупштине Александра Турчинова који је расписао ванредне председничке изборе за 25. мај
  - Врховна рада Украјине је једногласно сменила председника Виктора Јануковича, испунивши један од главних захтева Евромајдан протеста.

## Рођења
- 1040 — Раши, француски рабин и аутор. (прем. 1105)[1]
- 1514 — Тахмасп I, ирански владар. (прем. 1576)[2]
- 1403 — Шарл VII Победник, француски краљ. (прем. 1461)[3]
- 1440 — Ладислав V Посмрче, краљ Угарске и Чешке. (прем. 1457)[4]
- 1732 — Џорџ Вашингтон, амерички политичар и државник, први председник САД. (прем. 1799)[5]
- 1796 — Адолф Кетле, белгијски астроном, математичар, статистичар и социолог. (прем. 1874)[6]
- 1788 — Артур Шопенхауер, немачки филозоф идеалист, класични представник песимизма. (прем. 1860)[7]
- 1811 — Вук Врчевић, српски сакупљач народних умотворина и дипломата. (прем. 1882)[8]
- 1826 — Светозар Милетић, српски политичар и новинар. (прем. 1901)[9]
- 1843 — Милутин Гарашанин (политичар), српски политичар, критичар, председник Владе. (прем. 1898)[10]
- 1857 — Хајнрих Рудолф Херц, немачки физичар. (прем. 1894)[11]
- 1957 — Роберт Бејден-Поуел, британски генерал. (прем. 1941)[12]
- 1876 — Зиткала-Ша, списатељица, учитељица, музичарка и активисткиња за права америчких староседелаца. (прем. 1938)[13]
- 1892 — Една Сент Винсент Милеј, америчка песникиња и драмски писац. (прем. 1950)[14]
- 1900 — Луис Буњуел, шпански филмски режисер. (прем. 1983)[15]
- 1908 — Ромуло Бетанкур, венецуелански политичар. (прем. 1981)[16]
- 1921 — Жан-Бедел Бокаса, био је војни диктатор и доживотни председник Централноафричке Републике. (прем. 1996)[17]
- 1928 — Пол Дули, амерички глумац и комичар.[18]
- 1929 — Џејмс Хонг, амерички глумац кинеског порекла.[19]
- 1932 — Едвард Мур Кенеди, амерички политичар. (прем. 2009)[20]
- 1935 — Данило Киш, српски писац. (прем. 1989)[21]
- 1939 — Светозар Стијовић, српски лингвиста. (прем. 2000)[22]
- 1943 — Драгош Калајић, српски сликар, новинар, писац и члан Сената Републике Српске. (прем. 2005)[23]
- 1943 — Хорст Келер, немачки политичар. (прем. 2025)[24]
- 1944 — Џонатан Деми, амерички редитељ, сценариста и продуцент. (прем. 2017)[25]
- 1947 — Павле Петровић, српски економиста и универзитетски професор.[26]
- 1949 — Ники Лауда, аустријски возач формуле 1, троструки светски шампион. (прем. 2019)[27]
- 1950 — Џулијус Ирвинг, амерички кошаркаш.[28]
- 1950 — Џули Волтерс, енглеска глумица и књижевница.[29]
- 1953 — Бреда Пергар, југословенска и словенска атлетичарка. (прем. 1989)[30]
- 1959 — Кајл Маклаклан, амерички глумац.[31]
- 1962 — Стив Ервин, аустралијски зоолог, природњак и телевизијски водитељ. (прем. 2006)[32]
- 1964 — Ђиђи Фернандез, порториканска тенисерка.[33]
- 1965 — Мирољуб Петровић, српски публициста.[34]
- 1967 — Драган Ђилас, српски политичар.[35]
- 1968 — Џери Рајан, америчка глумица.[36]
- 1969— Брајан Лаудруп, дански фудбалер.
- 1969  — Томас Џејн, амерички глумац.[37]
- 1972 — Мајкл Ченг, амерички тенисер.[38]
- 1974 — Слађана Зрнић, српска глумица.[39]
- 1974 — Џејмс Блант, британски музичар.[40]
- 1975 — Дру Баримор, америчка глумица.[41]
- 1975 — Себастјен Телије, француски музичар.[42]
- 1982 — Џена Хејз, америчка порнографска глумица, режисерка и модел.[43]
- 1984 — Џамар Вилсон, америчко-фински кошаркаш.[44]
- 1984 — Томи Боув, ирски рагбиста.[45]
- 1984 — Бранислав Ивановић, српски фудбалер.[46]
- 1985 — Јоргос Принтезис, грчки кошаркаш.[47]
- 1986 — Роџон Рондо, амерички кошаркаш.[48]
- 1987 — Серхио Ромеро, аргентински фудбалер.[49]
- 1990 — Натанијел Асамоа, гански фудбалер.[50]
- 1994 — Антонија Билић, средњошколска ученица из села Кричке, Хрватска (прем. 2011)
- 1994 — Елфрид Пејтон, амерички кошаркаш.[51]
- 1997 — Џером Робинсон, амерички кошаркаш.[52]

## Смрти
- 606 — Папа Сабинијан.[53]
- 970 — Гарсија Санчез I, владар Памплоне. (рођ. отприлике 919)[54]
- 1072 — Петар Дамјан, италијански теолог, кардинал и писац. (рођ. отприлике 1007)
- 1371 — Давид II Шкотски, краљ Шкотске. (рођ. 1324)[55]
- 1512 — Америго Веспучи, италијански морепловац. (рођ. 1451)[56]
- 1690 — Шарл Лебрен, француски сликар и архитекта. (рођ. 1619)[57]
- 1727 — Франческо Гаспарини, италијански барокни композитор и учитељ. (рођ. 1661)[58]
- 1797 — Карл Фридрих Минхаузен, немачки барон. (рођ. 1720)[59]
- 1875 — Жан Батист Камиј Коро, француски сликар. (рођ. 1796)[60]
- 1875 — Чарлс Лајел, шкотски адвокат, геолог, и промотер. (рођ. 1797)[61]
- 1903 — Хуго Волф, аустријски композитор словенског порекла. (рођ. 1860)[62]
- 1913 — Фердинанд де Сосир, швајцарски лингвиста. (рођ. 1857)[63]
- 1913 — Франсиско Мадеро, мексички политичар. (рођ. 1873)[64]
- 1942 — Штефан Цвајг, аустријски писац, драматург, новинар и биограф. (рођ. 1881)[65]
- 1943 — Софија Шол, немачки студент, члан тајног удружења Бела ружа. (рођ. 1921)
- 1949 — Марије Хеег, норвешки фотограф. (рођ. 1866)
- 1965 — Феликс Франкфуртер, амерички судија. (рођ. 1882)
- 1973 — Катина Паксину, грчка глумица. (рођ. 1900)[66]
- 1980 — Оскар Кокошка, аустријски сликар. (рођ. 1886)[67]
- 1983 — Ромен Мас, белгијски бициклиста. (рођ. 1912)[68]
- 1987 — Енди Ворхол, амерички сликар, новинар, филмски режисер и продуцент. (рођ. 1928)[69]
- 1992 — Маркос Вафијадис, грчки политичар. (рођ. 1906)[70]
- 2002 — Жонас Савимби, анголски политичар. (рођ. 1934)[71]
- 2005 — Симон Симон, француска филмска глумица. (рођ. 1910)[72]
- 2005 — Младен Делић, спортски новинар и коментатор РТВ Загреб. (рођ. 1919)
- 2007 — Денис Џонсон, амерички кошаркаш. (рођ. 1954)
- 2018 — Ричард Е. Тејлор, канадски физичар, добитник Нобелове награде за физику. (рођ. 1929)[73]

## Празници и дани сећања
- Српска православна црква слави:
  - Светог мученика Никифора
  - Свештеномученика Петра Дамаскина
- Дан независности на Светој Луцији